# Štěpánov (tvrz)
Pozůstatky bývalé vodní tvrze Štěpánov se nalézají asi půl kilometru východně od centra vesnice Štěpánov, místní části města Přelouč v okres okrese Pardubice. Tvrziště je nejlépe přístupné po polní cestě odbočující u hájenky ze silnice třetí třídy spojující obce Veselí a Klenovka. Pozůstatky valů tvrziště jsou od roku 1958 chráněny jako kulturní památka.

## Historie
Tvrz ve Štěpánově je poprvé v historických pramenech zmiňována k roku 1387 jako majetek Jana ze Štěpánova. Tvrz během doby často měnila majitele. K roku 1684 se píše o prodeji tvrze, která byla v roce 1696 popisována jako z kamene vystavěná, světnicemi, komorami a sklepy opatřená, v prvním patře se čtyřmi komnatami a vížkou s bicími hodinami.
Později, po připojení k choltickému panství roku 1706, tvrz zanikla. Materiál z tvrze byl použit při stavbě štěpánovského hospodářského dvora.

## Popis
Na místě dřívější vodní tvrze Štěpánov se v současnosti nalézá nepravidelný okrouhlý pahorek vystupující do výše cca dvou metrů nad dno bývalého okružního vodního příkopu. Příkop je 10–15 metrů široký a vůči okolnímu terénu je asi jeden metr hluboký. Na severní straně byl vodní příkop posílen valem. Pahorek tvrziště je na jihozápadě propojen s náspem novodobé polní cesty, který jej převyšuje.

## Galerie

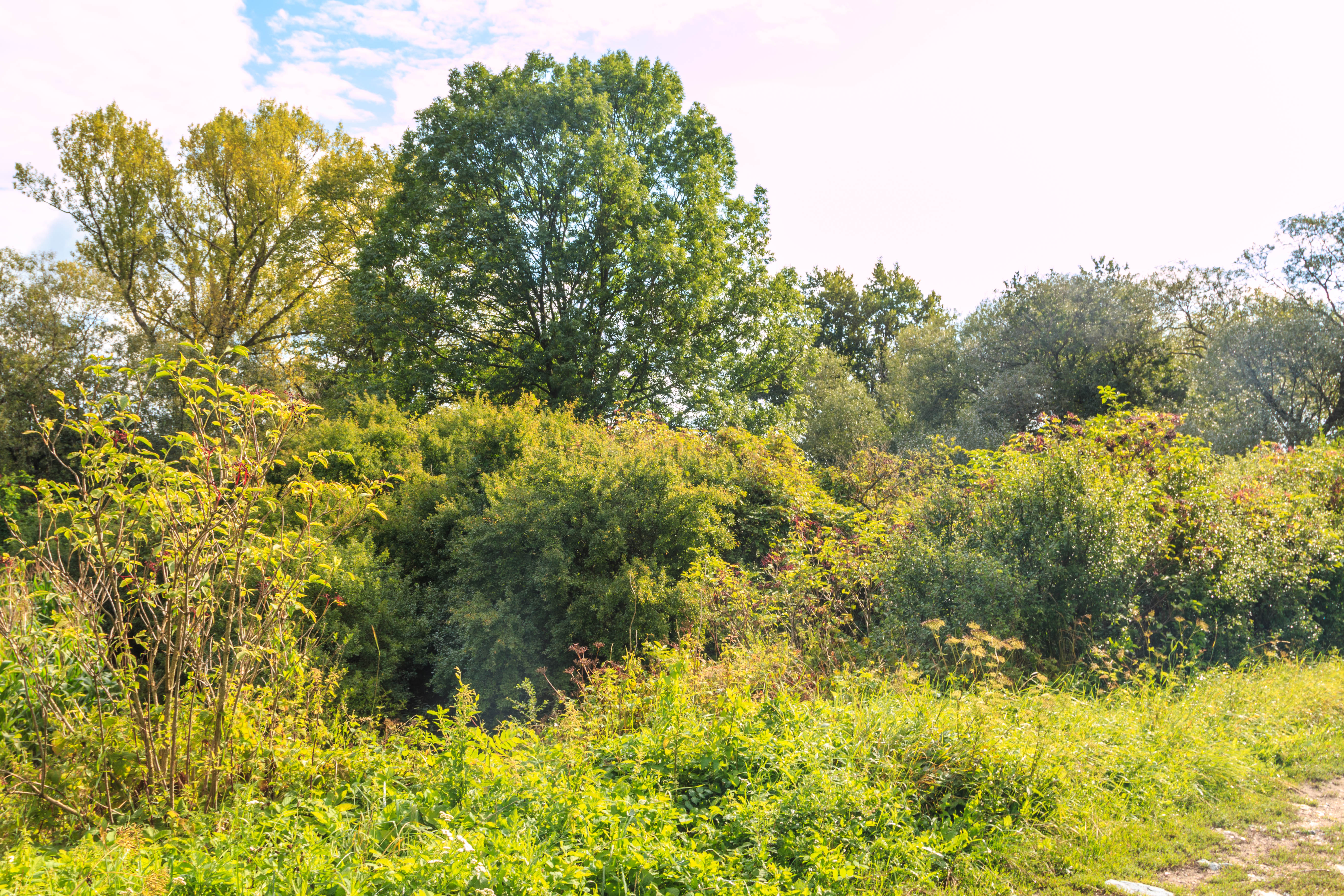
Tvrziště Štěpánov
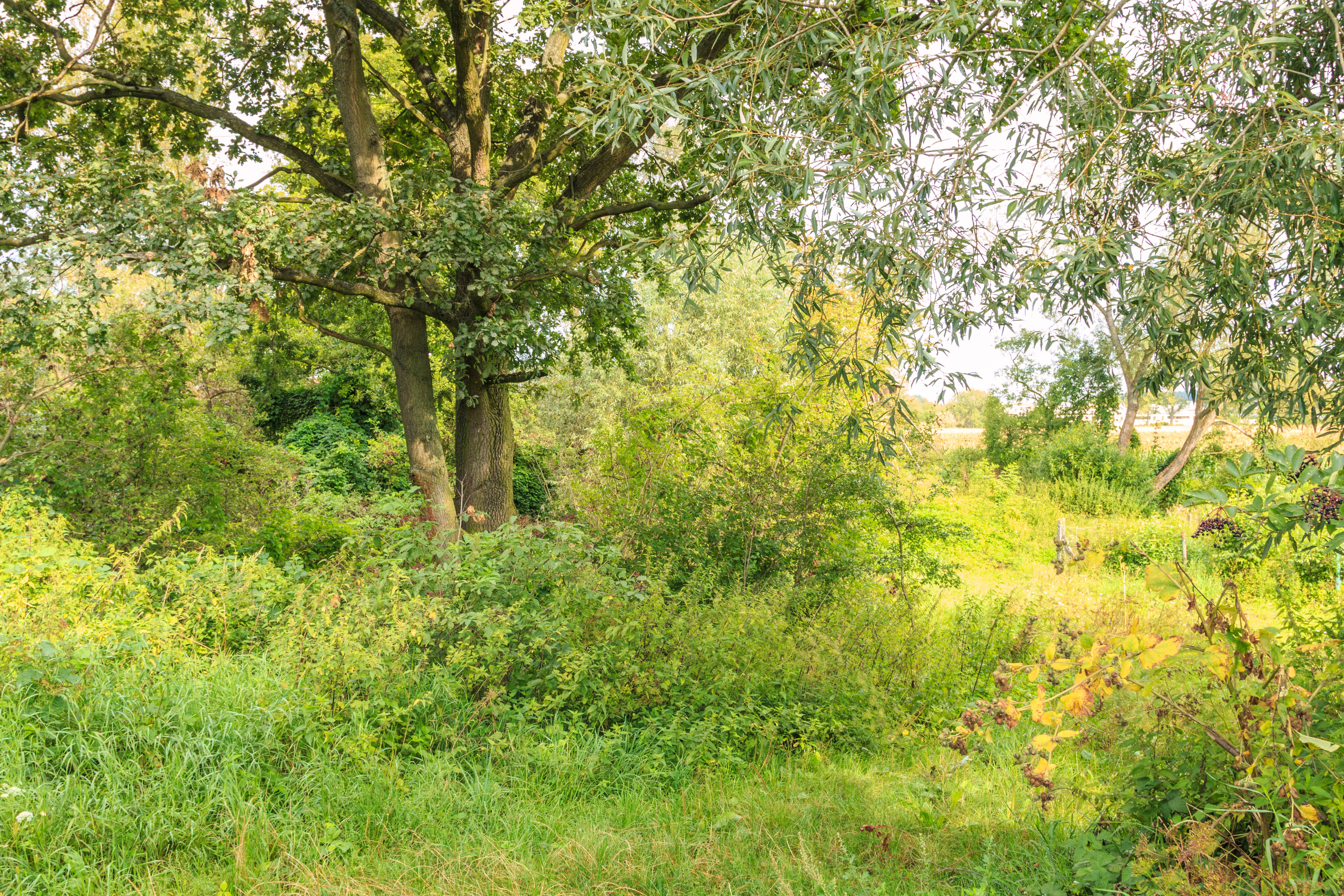
Tvrziště Štěpánov
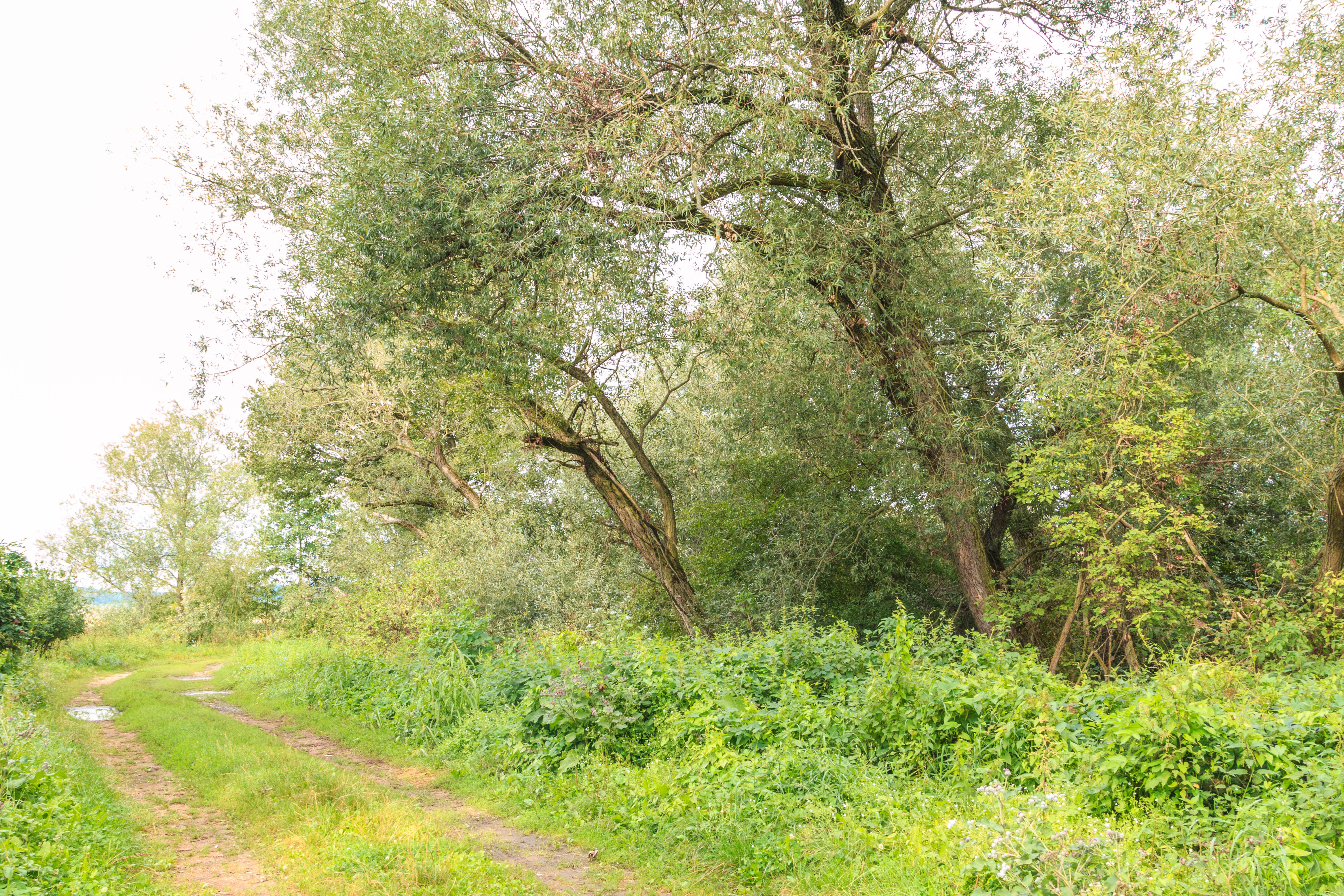
Tvrziště Štěpánov
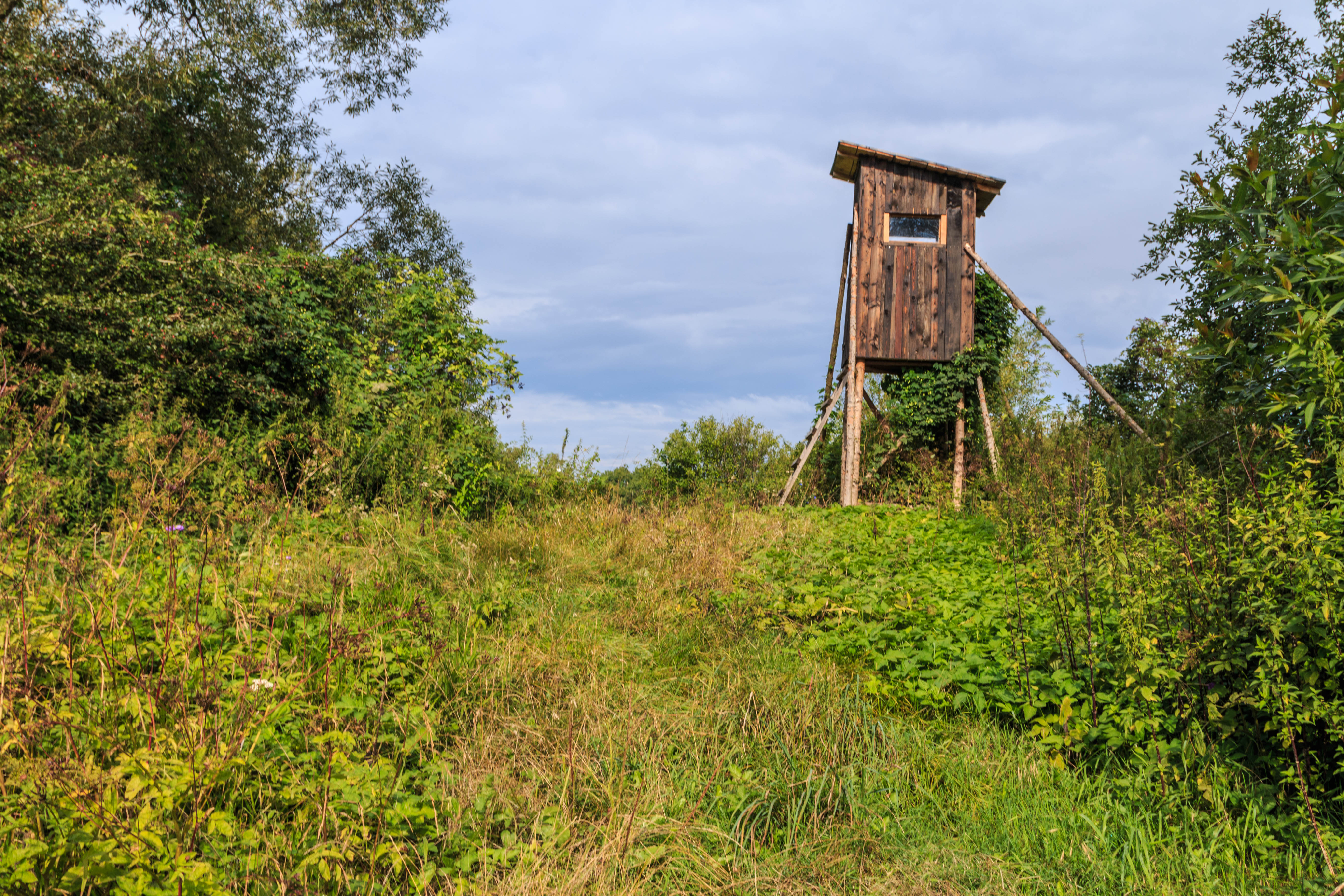
Tvrziště Štěpánov